# اندره مولنار
اِندره مولنار (مجاری: Molnár Endre؛ زادهٔ ۲۳ ژوئیهٔ ۱۹۴۵) بازیکن واترپلو اهل مجارستان بود.